# Oberbodnitz
Oberbodnitz est une commune allemande de l'arrondissement de Saale-Holzland, Land de Thuringe.

## Géographie
|            | Unterbodnitz | Gneus                   |
| Seitenroda | Oberbodnitz  | Trockenborn-Wolfersdorf |
| Lindig     | Hummelshain  |                         |

## Histoire
Oberbodnitz est mentionné pour la première fois en 873 sous le nom de "Butenicz".

## Source de la traduction
- (de) Cet article est partiellement ou en totalité issu de l’article de Wikipédia en allemand intitulé « Oberbodnitz » (voir la liste des auteurs).